# Fagaropsis angolensis
Fagaropsis angolensis är en vinruteväxtart som först beskrevs av Adolf Engler, och fick sitt nu gällande namn av H. M. Gardner. Fagaropsis angolensis ingår i släktet Fagaropsis och familjen vinruteväxter. Inga underarter finns listade i Catalogue of Life.